# Canneto sull'Oglio
Canneto sull'Oglio és un municipi situat al territori de la província de Màntua, a la regió de la Llombardia (Itàlia).
Canneto sull'Oglio limita amb els municipis de Acquanegra sul Chiese, Asola, Calvatone, Casalromano, Drizzona, Isola Dovarese i Piadena.
Pertanyen al municipi les frazioni de Bizzolano, Runate i Carzaghetto.

## Galeria

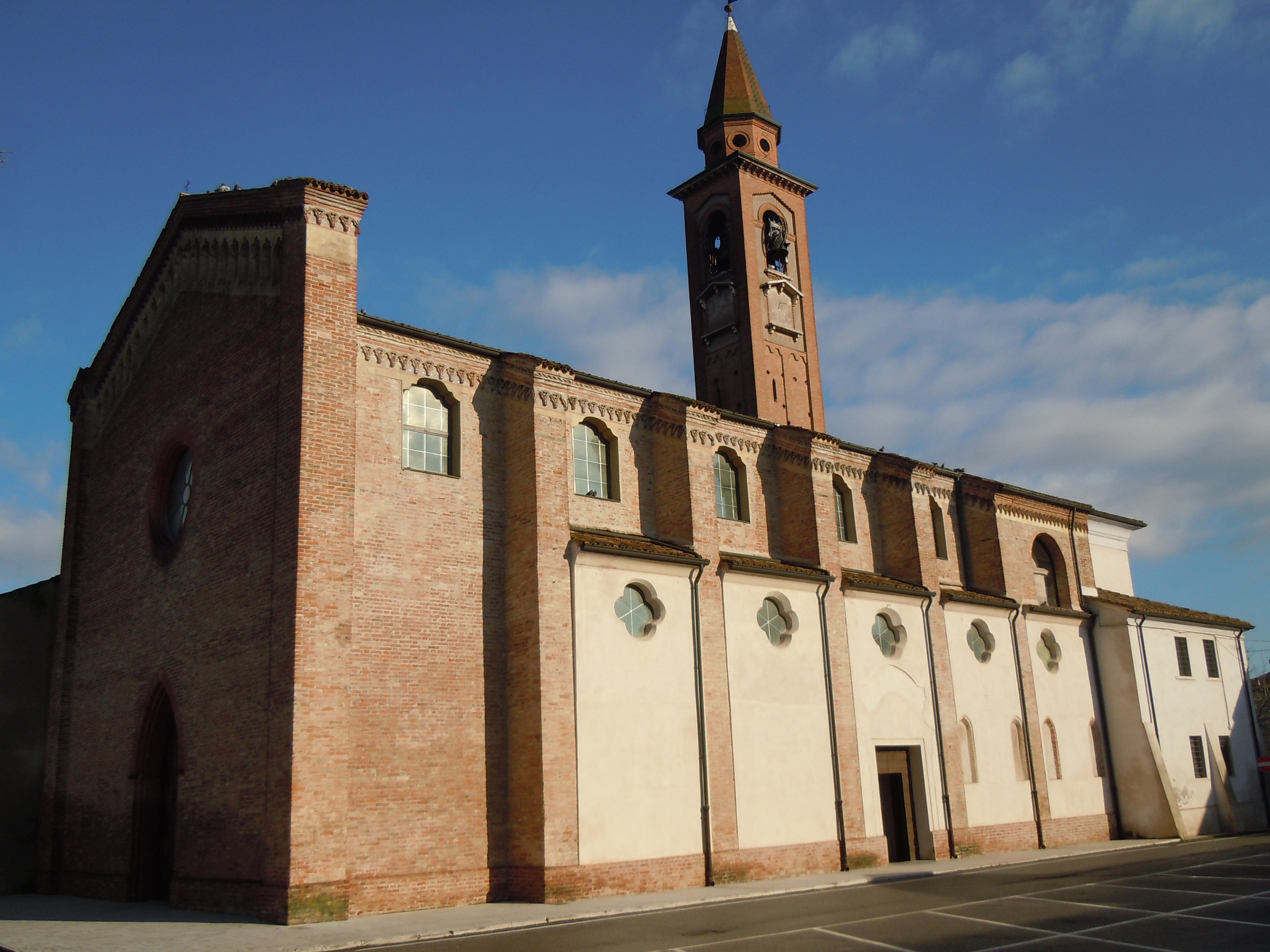
Església de Sant Antoni Abat